# Юшневский, Алексей Петрович
Алексей Петрович Юшневский (12 (23) марта 1786, Санкт-Петербург — 10 (22) января 1844, село Оёк, Иркутская губерния) — декабрист.

## Биография
Алексей Петрович Юшневский родился в Подолии (по другим сведениям — в Петербурге) в семье польского дворянина Петра Христофоровича Юшневского и Наталии Ивановны Матвеевой.
Учился в Московском университете, но курса не кончил.
С ноября 1801 года служил в канцелярии подольского гражданского губернатора. С 1805 года на службе в Коллегии иностранных дел. С 1816 года служил чиновником по дипломатической части в штабе 2-й армии. В этой должности занимался устройством в Бессарабии переселенцев из Болгарии. С 1819 года — генерал-интендант 2-й армии. С 1823 года — действительный статский советник.
Член Союза благоденствия. Один из организаторов и руководителей Южного общества декабристов. Был сторонником установления в России республиканской формы правления. Арестован в Тульчине 13 декабря 1825 года. Заключён в Петропавловскую крепость 7 января 1826 года. Приговорён к смертной казни, по конфирмации — к каторжным работам навечно. С 24 июля 1826 года до отправки в Сибирь 2 октября 1827 года находился в Шлиссельбургской крепости. Срок каторги был сокращён до 20 лет 22 августа 1826 года.
В Читинском остроге с 20 декабря 1827 года, в Петровском заводе с сентября 1830 года по 1839 год. 8 ноября 1832 года срок каторги был сокращён до 15 лет, а 14 декабря 1835 года до 13 лет. Его жена, Мария Казимировна, добилась разрешения последовать за мужем в 1829 году. На поселении жил в д. Куда, д. Жилкино, д. Малая Разводная Иркутской губернии. Чтобы заработать на жизнь, Юшневские занимались преподаванием. Одним из их учеников был Н. А. Белоголовый.
Юшневский скоропостижно скончался 10 января 1844 года в селе Оёк на похоронах декабриста Ф. Ф. Вадковского. Был похоронен в с. Б. Разводная, в 1952 году могила перенесена на Лисихинское кладбище в Иркутске. Могила является памятником истории федерального значения.
Братья:
- Владимир Петрович Юшневский (1807—после 1853)[1]. Был женат на дочери известного учителя танцев П.А. Йогеля Наталье (1805—1888). Их дочь Наталья (род. 1827) вышла замуж за Эдуарда Карла (Николая Осиповича) Вивьен де Шатобрена (1821—1897), сына художника Иосифа Вивьен де Шатобрена. Сыновья: Петр Владимирович Юшневский (1831—1880); Алексей Владимирович Юшневский (1839—1885),
- Семен Петрович Юшневский  (1801 — после 1844), чиновник интендантства 2 армии, член Южного общества[2]. Был арестован 26 января 1826 года, после месяца заключения в Петропавловской крепости отпущен, уволен со службы и поселился в своем имении в Подольской губернии; за ним был установлен секретный надзор. Ольгопольский уездный предводитель дворянства (1832), камер-юнкер (1835), почетный попечитель винницкой и каменец-подольской гимназий. Жена (с 1833) — Идалия Акимовна Вржещ[3]. Их дочь Елена вышла замуж за Владимира Владимирович Граве (1829—1893), сына генерал-майора Отдельного корпуса жандармов Владимира Ивановича Граве, брата К.В.Граве.

## Образ в кино
- «Союз спасения» — актёр Михаил Елисеев